# Lliga neerlandesa de futbol 1895-96
La Lliga neerlandesa de futbol 1895–1896 va ser disputada per set equips de les ciutats d'Amsterdam, La Haia, Haarlem, Rotterdam i Wageningen. Els equips van participar en la competició que més tard s'anomenaria Eerste Klasse West, però com que el districte de futbol occidental dels Països Baixos era l'únic que tenia una competició en aquell moment, es podria considerar un campionat nacional. Aquest també va ser el motiu pel qual hi va participar el Go Ahead Wageningen, que posteriorment jugaria a la divisió oriental. L'HVV Den Haag va guanyar el campionat.

## Nova incorporació
- El Victoria Rotterdam va tornar a la competició després d'una temporada d'absència

## Classificació de la Lliga
| Pos. | Equip               | PJ | PG | PE | PP | GF | GC | Pts | DG  | Notes                              |
| ---- | ------------------- | -- | -- | -- | -- | -- | -- | --- | --- | ---------------------------------- |
| 1    | HVV Den Haag        | 12 | 10 | 2  | 0  | 33 | 12 | 22  | +19 | -                                  |
| 2    | RAP                 | 12 | 8  | 1  | 3  | 52 | 11 | 17  | +41 | -                                  |
| 3    | Sparta Rotterdam    | 12 | 8  | 1  | 3  | 30 | 18 | 17  | +12 | -                                  |
| 4    | Victoria Rotterdam  | 12 | 4  | 0  | 8  | 20 | 35 | 8   | -15 | -                                  |
| 5    | Koninklijke HFC     | 12 | 3  | 2  | 7  | 18 | 42 | 8   | -26 | -                                  |
| 6    | Rapiditas Rotterdam | 12 | 3  | 1  | 8  | 27 | 35 | 7   | -8  | -                                  |
| 7    | Go Ahead Wageningen | 12 | 2  | 1  | 9  | 24 | 51 | 5   | -27 | No participa la propera temporada. |

PJ = Partits jugats; PG = Partits guanyats; PE = Partits empatats; PP = Partits perduts; GF = Gols a favor; GC = Gols en contra; Pts = Punts; DG = Diferència de gols